# Casa del Bailío (Córdoba)
La Casa del Bailío es una casa palacio situada en Córdoba (España). Se encuentra en la parte alta de la cuesta del Bailío, a la que da nombre y cuyo origen se remonta al reparto que realizó Fernando III tras la expulsión de los musulmanes, recayendo la propiedad de la misma en familia de los Fernández de Córdoba, señores de Aguilar.
El término “bailío” designaba al caballero profeso de la Orden de San Juan que, por antigüedad o gracia del gran maestre de la Orden, adquiría una especie de dignidad o encomienda denominada bailiaje.

## Historia y descripción
Durante la primera mitad del siglo XVI vivió en ella Pedro Núñez de Herrera, gran bailío de Lora de la Orden de San Juan e hijo natural de Alfonso de Aguilar, que murió en África en 1578 con el rey don Sebastián, cuyo cargo dio nombre a la casa.
Antes de pasar a manos de Pedro Núñez de Herrera, las casas pertenecieron a las familias Corbacho y Cárcamo. Ocupan un gran solar con dos accesos, uno por la calle Ramírez de Arellano y otro por la Cuesta del Bailío.
Los Marqueses de Almunia heredaron el palacio y vendieron en 1710 una parte al obispado de Córdoba para que edificara el hospital de San Jacinto y la iglesia de Ntr. Sra. de los Dolores.
A lo largo de su historia el edificio ha tenido varios usos, tales como Administración de Correos o sede de la Oficina de Obras Públicas. En la actualidad sus dependencias se reparten entre la Biblioteca Viva de al-Ándalus y el hotel Palacio del Bailío. La propiedad está dividida entre la Fundación Roger Garaudy y un lujoso complejo hotelero.
La portada tardogótica de claras influencias platerescas del palacio está atribuida a Hernán Ruiz II y en ella destaca la decoración plateresca del tímpano. Sin embargo, la portada del Bailío, datada hacia 1530, también se atribuye a su padre Hernán Ruiz el Viejo. En el interior se conservan pinturas murales con episodios de la vida del Gran Capitán y una sala neomudéjar diseñada por Mateo Inurria.
El 1 de febrero de 1982 fue declarado Bien de Interés Cultural.